# Конзул (магистрат)
Конзул (лат. consul) био је врховни магистрат у Римској републици. Била су их двојица током једне године, а бирала их је центуријска скупштина.
У доба Царства имали су углавном симболичку власт, а дужност конзула обављали су и римски цареви.

## Доба Републике
Римљани су у доба касне Републике и раног Царства укидање краљевске власти и њену замену конзулатом сматрали почетком Републике. Након протеривања последњег римског краља, Тарквинија Охолог (лат. Tarquinius Superbus), краљеве религијске дужности отада је обављао свештеник-краљ (rex sacrorum), који се на том положају налазио доживотно. Краљева војна овлашћења (imperium) прешла су, према традицији, на два магистрата названа конзули (лат. consules).
Конзули су сматрани главним магистратима републике, па су се по њима рачунале и године. Стога су брижљиво вођени спискови тих имена, који су касније били хронолошка основа за писце историје Републике. Традиционални списак конзула Римске републике почиње именима Луција Јунија Брута и Луција Тарквинија Колатина, конзула 509. године п. н. е. Конзули су пре свега били војсковође које су у рату предводиле римску војску. Стога их је бирала центуријска скупштина, односно римска војска организована у гласачко тело. У доба мира конзули су имали широка овлашћења у управи, законодавству и судству. Поред тога, имали су и улогу у религијском животу државе, јер су били задужени за неке верске обреде које су могли обављати само највиши државни чиновници. Од времена позне Републике бивши конзули су често постављани за проконзуле (лат. pro consule = дословно: „уместо конзула“), тј. за управнике римских провинција.
Да би се неко кандидовао за положај конзула морао је имати најмање 40 година живота, а ако је био плебејац, најмање 42 године. Сваке године бирала су се два конзула, која су имала једнаку власт. Такав принцип колегијалности био је основа готово свих римских магистратура, а служио је као отклон од злоупотребе власти, јер је акције једног магистрата могао спречити његов колега. Латинска реч consules преводи се као „они који иду заједно“. Уколико би један од конзула умро на дужности (што није била реткост у доба Републике, испуњене ратовима), изабрао би се његов заменик, који је називан consul suffectus (отприлике = допунски конзул).
У доба ратова главни критеријум за избор конзула била је ратна вештина и репутација кандидата, али је избор конзула увек био и политички мотивисан. Конзулат је временом постао уобичајена завршна тачка коју је амбициозни римски политичар достизао након што је прошао ниже магистратуре (тај се редослед магистратура називао cursus honorum).
Према аналистичкој предаји, први је плебејски конзул био изабран за 366. годину п. н. е. Веровало се да су сви претходни конзули били патрицији, и један од главних аспеката борбе сталежа наводно је било упорно залагање плебејаца да та дужност постане доступна и њима. Међутим, уколико се класификација патрицијских и плебејских имена позната из средње и позне Републике примени на списак конзула за период од 509. до 445. године п. н. е., плебејска су имена добро заступљена (30 одсто). Плебејцима вероватно никада није било забрањено да буду на положају конзула. Разлика између патрицијских и плебејских породица фиксирана је можда тек половином 4. века п. н. е., а сврха закона из 367. п. н. е., названог lex Licinia Sextia, који предвиђа да један конзул мора бити плебејац, можда није била ништа друго него да законски гарантује да ће обе групе нобилитета имати подједнак удео у обављању највишег положаја у држави. Ипак, према античкој традицији, први плебејски конзул био је Луције Секстије, изабран за 366. годину п. н. е.

## Доба Царства
Када је Октавијан Август установио принципат, променио је и политички карактер конзулата одузимајући већи део моћи који је до тада био повезан с тим положајем. Премда је конзулат остао велика почаст и премда су године наставиле да се рачунају по конзулима, од Августа се за једну годину бира неколико парова конзула: први пар је ступао на дужност 1. јануара и давао име години (то су consules ordinarii), а затим је на дужност ступао пар „допунских конзула“ (лат. consules suffecti). Понекад би се током године на дужности сменило неколико парова допунских конзула, а 190. године н. е., под царом Комодом, укупно је 25 људи вршило дужност конзула.
Дужност конзула често су вршили сами цареви, а понекад су постављани цареви штићеници или рођаци, при чему се често занемаривала старосна граница. На пример, цар Хонорије именован је конзулом на свом рођењу.
Обављање дужности конзула била је велика част и конзулат је остао главни симбол републиканског поретка који је био уткан, и на коме је био саздан, поредак принципата. Галско царство бирало је сопствене парове конзула током свог трајања (260―274), вероватно да би се подвукла његова независност од Рима. Списак конзула Галског царства је непотпун и састављен је на основу имена с натписа и новчића.
Једна од свеобухватних реформи цара Константина Великог било је и то да један конзул обавља дужност у Риму, а други у Цариграду. Према томе, када је Теодосије I на самрти поделио Царство на два дела, цар сваког дела добио је право да поставља по једног конзула, па су након пада Западног римског царства године на Истоку именоване само по једном конзулу. Најзад је у доба Јустинијана I конзулат престао да постоји: последњи конзул у Риму био је Деције Паулин (534), а у Цариграду Флавије Базилије Јуниор (541).

## Конзулске године
Конзули су били епонимни, тј. свака година званично је идентификована именима двојице конзула, и поред тога што су постојала једноставнија рачунања, на пример ab urbe condita („од оснивања града“, тј. од митског оснивања Рима од стране Ромула). На пример, 59. година п. н. е. звала се „конзулат Цезара и Бибула“ јер су те године на дужности конзула били Гај Јулије Цезар и Марко Калпурније Бибул ― премда је Цезар толико доминирао конзулатом те године да су неки у шали говорили да се нешто догодило не током „конзулата Цезара и Бибула“ него током „конзулата Гаја и Јулија“.
У латинском се обично користи аблатив апсолутни за изражавање времена, нпр. Caesare et Bibulo consulibus („током конзулата Цезара и Бибула“ или „кад су Цезар и Бибул били конзули“).